# David Ormsby-Gore, 5. Baron Harlech

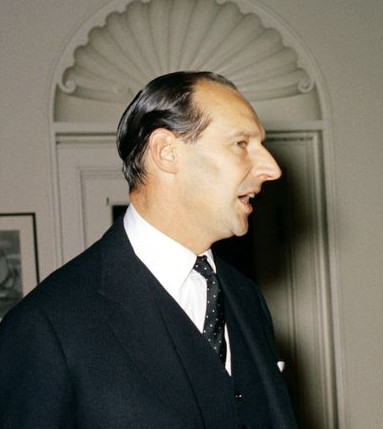
Sir David Ormsby-Gore (1961)

William David Ormsby-Gore, 5. Baron Harlech, KCMG, PC (* 20. Mai 1918; † 26. Januar 1985) war ein britischer Politiker der Conservative Party, der unter anderem von 1950 bis 1961 Mitglied des Unterhauses (House of Commons) sowie zwischen 1957 und 1961 Staatsminister im Außenministerium (Foreign Office) war. Er fungierte von 1961 bis 1965 als Botschafter in den Vereinigten Staaten und erbte 1964 den Titel Baron Harlech, wodurch er bis zu seinem Tode Mitglied des Oberhauses (House of Lords) war. Darüber hinaus bekleidete er zwischen 1965 und seinem Tode 1985 das Amt des Präsidenten der Filmzensurbehörde BBFC (British Board of Film Censors).

## Leben

### Familiäre Herkunft, Unterhausabgeordneter und Juniorminister
Ormsby-Gore stammte aus der Politikerfamilie Ormsby-Gore und war ein Urgroßneffe des Unterhausabgeordneten John Ralph Ormsby-Gore, dem bei seinem Ausscheiden aus dem Unterhaus 1876 in der Peerage of the United Kingdom der erbliche Titel des 1. Baron Harlech, of Harlech in the County of Merioneth, verliehen wurde, sowie ein Urenkel des Unterhausabgeordneten William Richard Ormsby-Gore, der von seinem bereits 1876 verstorbenen Bruder den Titel als 2. Baron Harlech erbte. Er selbst wiederum war das dritte von sechs Kindern und der zweitälteste Sohn des Unterhausabgeordneten William George Arthur Ormsby-Gore, der unter anderem Postminister, Minister für öffentliche Arbeiten sowie Kolonialminister war und 1938 den Titel als 4. Baron Harlech erbte, und dessen Ehefrau Beatrice Edith Mildred Gascoyne-Cecil, die wiederum eine Tochter von James Gascoyne-Cecil, 4. Marquess of Salisbury war. Seine jüngere Schwester Katherine Margaret Alice Ormsby-Gore war mit dem Politiker Maurice Macmillan verheiratet, einem Sohn des späteren Premierministers Harold Macmillan. Seine jüngste Schwester Elizabeth Jane Ormsby-Gore war die Ehefrau von William Simon Pease, 3. Baron Wardington.
David Ormsby-Gore absolvierte seine schulische Ausbildung am renommierten Eton College und danach ein Studium am New College der University of Oxford. Während des Zweiten Weltkrieges diente er in der British Army und wurde zuletzt zum Major befördert. Bei der Wahl vom 23. Februar 1950 wurde er für die Conservative Party erstmals zum Mitglied des House of Commons gewählt und vertrat in diesem bis zum 1. Juni 1950 den Wahlkreis Oswestry. Gleich zu Beginn seiner Parlamentszugehörigkeit gehörte er 1951 zu den Mitgliedern der britischen Delegation zur Generalversammlung der Vereinten Nationen und war zudem zwischen 1951 und 1954 Parlamentarischer Privatsekretär, ehe er 1954 wieder Mitglied der Delegation bei der UN-Generalversammlung war. Er war von 1956 bis 1957 zunächst Parlamentarischer Unterstaatssekretär im Außenministerium (Parliamentary Under-Secretary for Foreign Affairs) sowie im Anschluss zwischen 1957 und 1961 Staatsminister im Außenministerium (Minister of State for Foreign Affairs). Er wurde ferner am 19. Januar 1957 Mitglied des Geheimen Kronrates (Privy Council).

### Botschafter in den USA und Oberhausmitglied
Nach seinem Ausscheiden aus dem Regierungsdienst im Außenministerium (Foreign Office) wurde Ormsby-Gore 1961 Nachfolger von Harold Caccia als Botschafter in den Vereinigten Staaten und bekleidete diesen Posten bis 1965, woraufhin er durch Patrick Dean abgelöst wurde. Am 29. Juni 1961 wurde er zum Knight Commander des Order of St. Michael and St. George (KCMG) geschlagen und führte fortan den Namenszusatz „Sir“. 1961 wurde er des Weiteren Knight of Justice des Order of Saint John (KStJ) und war ferner Deputy Lieutenant der Grafschaft Shropshire.
Beim Tod seines Vaters erbte Ormsby-Gore am 14. Februar 1964 den Titel als 5. Baron Harlech, wodurch er bis zu seinem Tode Mitglied des House of Lords war. Nach dem Tod von Herbert Stanley Morrison bekleidete er zwischen 1965 und seinem Tode 1985 das Amt des Präsidenten der Filmzensurbehörde BBFC (British Board of Film Censors), woraufhin George Lascelles, 7. Earl of Harewood sein dortiger Nachfolger wurde. Zudem war er von 1966 bis 1967 stellvertretender Vorsitzender der Fraktion der oppositionellen konservativen Tories im Oberhaus (Deputy Leader of the Opposition in the House of Lords). 1967 wurde er Vorstandsvorsitzender des von ihm gegründeten Fernsehsenders Harlech TV und 1976 Direktor der Frost and Reed Holdings.

### Ehen und Nachkommen
Ormsby-Gore war zweimal verheiratet und zwar vom 9. Februar 1940 bis zu deren Tod bei einem Autounfall am 30. Mai 1967 mit der Diplomatentochter Sylvia Thomas sowie vom 11. Dezember 1969 bis zu seinem Tod am 26. Januar 1985 bei einem Autounfall mit Pamela Colin, Tochter des New Yorker Anwalts Ralph F. Colin. Aus der ersten Ehe gingen zwei Söhne und drei Töchter hervor sowie aus der zweiten Ehe eine weitere Tochter. 
Der älteste Sohn Julian Hugh Ormsby-Gore verübte am 5. November 1974 Suizid. Dadurch erbte bei seinem Tod am 26. Januar 1985 sein zweiter Sohn Francis David Ormsby-Gore den Titel als 6. Baron Harlech.